# 拉什塔特和約
《拉什塔特和約》（法語：Traité de Rastatt），是1714年3月7日神聖羅馬帝國皇帝查理六世與法蘭西王國路易十四簽訂的西班牙王位繼承戰爭講和條約，雙方協定的代表分別為法、奧兩國的大元帥─維拉爾和歐根親王。主要內容為以下幾點。
- 奧地利領有西屬尼德蘭、米蘭公國、那不勒斯王國和薩丁尼亞。
- 西班牙王位繼承戰爭完全結束。
- 恢復因幫助法國而失去選帝侯位的巴伐利亞選帝侯馬克里西米安二世和科隆主教區約瑟夫兄弟

拉什塔特和約是哈布斯堡君主國與法國簽訂的條約，法國與神聖羅馬帝國全體（普魯士除外）的講和條約於9月7日在巴登簽訂，法國終結對德意志方面的戰爭。

## 結果
條約簽訂之後，奧地利哈布斯堡王朝的領土範圍擴張到自身歷史的最大值。它不但在中歐已經獲得了主導地位的影響力，更成為西歐和南歐地區的重要大國。但是，皇帝查理六世對於最終未能繼承西班牙王位感到憤怒，並認為這是不能接受的失敗。
對法國來說，烏得勒支和約與拉施塔特條約都重申了一項事實──它喪失了主導歐洲政局的核心地位，並摧毀它稱霸歐洲的野心。總的來說，兩個和約再度確立並重申了歐洲國際關係的重大原則──勢力均衡。
除此之外，和約也為18世紀的歐洲政局開啟一個主導先例：宗教戰爭不再是觸動大局的重要問題，「王位繼承」問題所帶來的領土變動與瓜分（君主正統性也常被擱置），才是引發大國戰爭的主要原因，因此下開了1733-1738年的波蘭王位繼承戰爭、1740-1748年的奧地利王位繼承戰爭、1756-1763年的七年戰爭（歐陸戰場實為普魯士領土瓜分戰爭）、1778-1779年的巴伐利亞王位繼承戰爭，甚至是瓜分波蘭的強權惡行。

## 談判中的軼事
在談判簽約的過程中，维拉尔与欧根亲王这对战场上厮杀多次的对手，此时却成了多年好友一般。两位主帅都是品德高尚之人，都是骑士风度的坚定支持者，由于要費時等待两边朝廷关于和谈的价码，两位元帅只能在一起打牌以消磨时光。據說欧根亲王输给了法国元帅一大笔钱，以至于维拉尔都不得不建议将赌注减小。但是谈判桌上形势跟賭桌恰好相反，欧根亲王在奥地利拥有绝对的权威，他本人就身兼枢密院主席，皇帝查理六世对于欧根亲王更是言听计从。而维拉尔则受到了来自宫廷与朝廷的压力，路易十四急于恢复和平，因此尽管此时法军占据优势却没能在和谈中得到好处，反而将己方在莱茵河以东的据点全部奉还，两国再一次确定了以莱茵河为界。